# 柚子のしずく
柚子のしずく（ゆずのしずく）は、高知県高知市瀬戸南町に所在する株式会社柚子のしずくが製造販売している饅頭である。

## 特徴
高知県産柚子を原料とした餡と蜜が使われている。2025年3月時点ではインターネットショッピングでは販売されておらず、高知駅や高知龍馬空港、イオンモール高知、南国サービスエリアなどで販売されている。